# Dean Kiely
Dean Lawrence Kiely (ur. 10 października 1970 w Salford) – irlandzki piłkarz, który występował na pozycji bramkarza.

## Kariera
Dean Kiely urodził się w Salford, jednakże swoje pierwsze kroki stawiał w Coventry City FC. W macierzystym klubie spędził lata 1987–1990, gdzie międzyczasie, a dokładnie w 1989 został wypożyczony do Ipswich Town FC. W obydwóch zespołach nie rozegrał ani jednego spotkania. Następnie sprowadził go do siebie zarząd York City FC, w którym rozgrywał mecz za meczem będąc podstawowym graczem zespołu na swojej pozycji. Swój debiut w meczu Premiership zanotował przeciwko Manchesterowi United.
Kolejny transfer Kiely'ego miał miejsce w 1996 do zespołu Bury, które zapłaciło za niego sumę 125 tysięcy funtów. Debiut w Bury zaliczył 17 sierpnia 1996 przeciwko Brentford FC. Jeszcze większą sumę za pozyskanie Deana zapłacili władze Charlton Athletic FC. Kwota wyniosła około 1 miliona funtów. Swoje doświadczenie i talent, kiedy miał 36 lat, dostrzegł trener Portsmouth Harry Redknapp, który postanowił sprowadzić do siebie zawodnika. Podobnie jak w poprzednich klubach miał zapewnione miejsce w pierwszej jedenastce. Transfer miał miejsce 23 listopada 2006, kiedy to Dean został wypożyczony do niżej notowanej drużyny, Luton Town FC. Grał tam równe dwa miesiące, a następnie wylądował w byłym zespole Tomasza Kuszczaka West Bromwich Albion, do którego trafił na zasadzie darmowego transferu.

## Kariera reprezentacyjna
W reprezentacji Irlandii zadebiutował 26 kwietnia 2000 w meczu pomiędzy reprezentacją Grecji. Występując w niej nie wywalczył większych sukcesów, poza tym, że brał udział w eliminacjach do Mistrzostw Świata 2002, a na samym turnieju był rezerwowym bramkarzem dla Shaya Givena.
Swój ostatni występ dla ojczyzny zagrał 22 lutego 2003 roku przeciwko Szkocji, ale oficjalne pożegnanie z kadrą narodową nastąpiło w 2004. Łącznie rozegrał osiem spotkań nie zdobywając bramki.